# Cadet (Film)
Cadet ist ein Spielfilm des kasachischen Regisseurs Adilkhan Yerzhanov aus dem Jahr 2024. Im Zentrum steht eine alleinerziehende Mutter, die mit ihrem Sohn in eine abgelegene Region zieht, um an einer Militärschule zu unterrichten. Als ihr sensibler Sohn mit dem harten Drill und den strengen Erwartungen der Schule nicht zurechtkommt, gerät ihr gemeinsames Leben ins Wanken. Nach dem brutalen Mord an einem Schüler nehmen mysteriöse Ereignisse und paranormale Veränderungen ihren Lauf.
Der Film hatte seine Weltpremiere am 1. November 2024 beim 37. Tokyo International Film Festival und feierte während der 75. Berlinale seine Europapremiere.

## Inhalt
Die Geschichtslehrerin Alina zieht mit ihrem Sohn Serik in eine abgelegene Region Kasachstans, um an einer renommierten Kadettenschule zu unterrichten. Doch der Start verläuft anders als erhofft: Serik wird zunächst abgelehnt, da sein sensibles Wesen und sein „mädchenhaftes“ Auftreten nicht in das harte Bild eines Kadetten passen. Von seinen Mitschülern wird er gemobbt, doch Alina setzt alles daran, dass ihr Sohn trotzdem aufgenommen wird. Vor der Entscheidung warnt sie eine andere Mutter eindringlich vor den Gefahren dieser Schule. Als Alina erfährt, dass diese Frau und ihr Sohn bereits tot sind, beginnt sie an ihrer Wahrnehmung zu zweifeln. Trotzdem hält sie an ihrem Plan fest und ignoriert dabei, wie Serik zunehmend unter dem strengen Drill und dem sozialen Druck leidet, einem stereotypen Bild von Männlichkeit entsprechen zu müssen.
Die Situation spitzt sich zu, als die blutüberströmte Leiche eines Schülers gefunden wird. Ein Ermittler nimmt die Untersuchungen auf und entdeckt Blutspuren an Seriks Jacke. Serik findet plötzlich Gefallen am militärischen Drill und entwickelt sich zu einem der besten Schüler der Akademie – eine Veränderung, die Alina zunehmend beunruhigt. Sie erkennt ihren Sohn nicht wieder, der nun vollkommen von den dunklen Mechanismen der Schule vereinnahmt scheint. Der Ermittler, zunächst skeptisch gegenüber den übernatürlichen Vorgängen, wird selbst immer häufiger mit übernatürlichen Situationen konfrontiert, die vom Direktor und Schülern der Militärschule mitgetragen werden. Um den unerklärlichen Phänomenen und Veränderungen auf den Grund zu gehen, entscheidet er sich, zusammen mit Alina und Serik im Keller der Schule nach Antworten zu suchen.

## Premiere
Der Film hatte seine Weltpremiere am 1. November 2024 beim 37. Tokyo International Film Festival.